# Synagoge (Žemaičių Naumiestis)

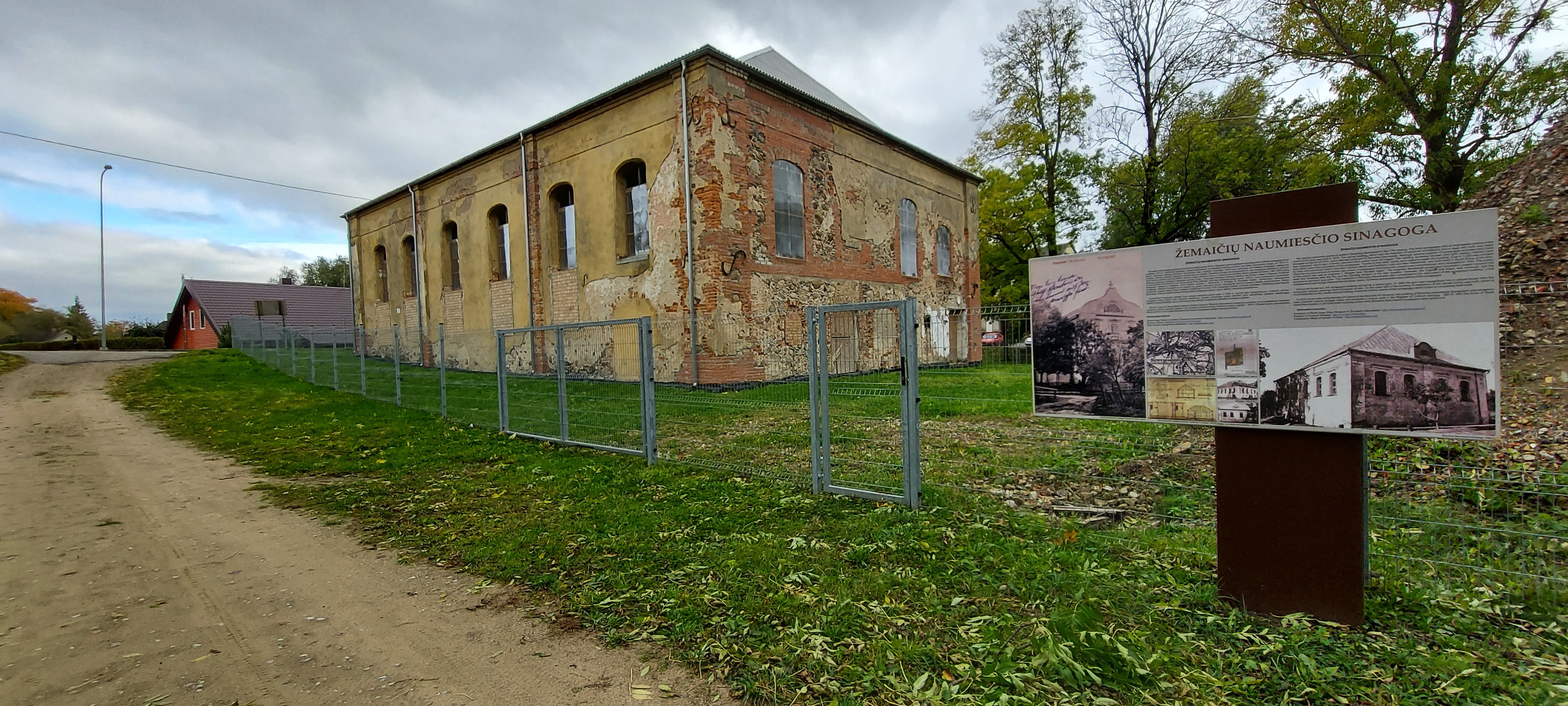
Synagoge in Žemaičių Naumiestis (2020)

Die Synagoge in Žemaičių Naumiestis, einer Stadt in der Rajongemeinde Šilutė in Litauen, wurde ursprünglich 1816 errichtet. Nachdem das Gebäude lange leerstand und verfiel, begann 2019 eine Sanierung.

## Geschichte
Juden wohnten bereits seit dem 17. Jahrhundert in Žemaičių Naumiestis. Im Jahr 1816 wurde die steinerne Synagoge gebaut. Als 1914 im Ersten Weltkrieg große Teile der Stadt abbrannten, wurde auch das Synagogengebäude schwer beschädigt. Bilder zeigen, dass lediglich die Außenmauern erhalten geblieben waren. In 1923 wurde eine Rekonstruktion bzw. ein Neubau geplant, dies wurde wegen Geldmangels jedoch nicht realisiert. Die 1930 durchgeführte Rekonstruktion behielt die Außenmauern bei. Das (nicht mehr vorhandene) Mansarddach mit geschwungenen Giebeln wurde durch ein Walmdach ersetzt.
Nach dem Zweiten Weltkrieg und der Ermordung der jüdischen Bevölkerung im Holocaust wurde das Gebäude viele Jahre als Kulturhaus genutzt. Dabei wurden unter anderem einige hochgelegenen Fenster nach unten verlängert und andere zugemauert. Ein L–förmiger, einstöckiger Anbau entlang zwei Seiten wurde hinzugefügt. Die Innenausstattung ist zerstört.
Später stand es viele Jahre ungenutzt und drohte zu verfallen. Seit 2019 wurden jedoch Restaurierungen durchgeführt; wie auf Bildern zu erkennen ist, wurden die verlängerten Fenster wieder in ihrer ursprünglichen Form hergestellt und die Anbauten abgerissen. Auch das Dach wurde bereits erneuert.

## Architektur
Das Gebäude ist von Nordwesten nach Südosten orientiert. Der Eingangsbereich zur Synagoge war im Nordwesten, dort hatte sie zwei Stockwerke, wobei sich im oberen der Gebetsraum der Frauen befand. Der Hauptraum (der Gebetsraum der Männer) war dagegen einstöckig bis zur Decke. Der Zugang für die Männer befand sich zentral in der Nordostwand, während der Zugang zur Treppe auf die Frauenempore in der nördlichen Ecke der Nordostwand war. An den Längsseiten sind je drei Fensterpaare, die durch Pilaster getrennt sind. An der Südostseite sind es je zwei Paare, die ebenfalls durch ein Pilaster (hinter dem sich der Toraschrein befand) getrennt werden. Über diesem befand sich noch eine (nicht mehr vorhandene) Dachgaube. Somit hatte der Gebetssaal zwölf Fenster; dazu kommen noch je zwei an den Seiten sowie vier in der Nordwestwand. Diese hatte im Erdgeschoss noch zwei kleine, halbrunde Fenster.
Über die Bima ist nichts bekannt, und auch von dem Toraschrein ist lediglich die Nische vorhanden.